# Veronika Olbrich
Veronika Olbrich (* 1. September 1893 in Kostenthal; † 8. August 1956 in Halle) war eine deutsche Parteifunktionärin der CDU in der DDR.

## Leben
Olbrich wurde in Oberschlesien geboren und begann 1913 mit ihrer Tätigkeit als Lehrerin. Durch die Schaffung des Polnischen Korridors infolge des Versailler Vertrages ging Olbrich auf Stellensuche und fand eine Anstellung in Gelsenkirchen. Nach dem Kriegsbeginn 1939 und der Besetzung Polens wurde Olbrich in eine Gegend an der Weichsel versetzt. Bei Kriegsende 1945 floh sie vor der anrückenden Roten Armee nach Mitteldeutschland und begann zum 1. November 1945 im sachsen-anhaltischen Halle erneut ihre Tätigkeit als Lehrerin. Zunächst wirkte sie als Lehrerin einer Grundschule, dann als Rektorin, ab 1948 als Schulrätin. 1953 übernahm sie als Direktorin die Pestalozzischule II in Halle, eine sogenannte Hilfsschule. In ihrer Zeit als Schulrätin beteiligte sich Olbrich an der Lehrerausbildung, an den dazugehörigen Prüfungen und der Pionierleiterausbildung. Überdies engagierte sie sich in der Gesellschaft für Deutsch-Sowjetische Freundschaft (DSF), dem Demokratischen Frauenbund Deutschlands (DFD) und in der CDU der DDR. Sie war Mitglied des Landesvorstandes Sachsen-Anhalt, von 1950 bis 1952 Mitglied des Hauptvorstandes und ab 1952 Mitglied des Bezirksvorstandes Halle der CDU. Zudem vertrat sie ab 1954 ihre Partei als Abgeordnete in der Volkskammer. Olbrich, für die damalige Zeit als CDU-Mitglied, welches nicht hauptamtlich politisch tätig war, wurde hoch geehrt. Sie starb im Alter von 62 Jahren nach kurzer schwerer Krankheit in Halle.

## Ehrungen
- 1950 Ehrentitel Verdienter Lehrer des Volkes[3]
- 1954 Ehrenzeichen der DSF in Gold[4]
- 1955 Vaterländischer Verdienstorden in Silber[5]